# نادي غلوستر سيتي
نادي غلوستر سيتي هو نادي كرة قدم بريطاني أٌسس عام 1883. يلعب النادي في دوري الشمال الوطني.